# Graham Elliot
Graham Elliot Bowles is een Amerikaanse kok met twee Michelinsterren. Hij staat sinds 2010 bekend als Graham Elliot.

## Opleiding
Graham Elliot groeide op in Seattle, waar zijn vader bij de Marine zat. Voordat hij zijn eindexamen had, verliet hij school. Op 18-jarige leeftijd ging hij borden wassen in een restaurant totdat hij naar de Johnson & Wales University ging, waar hij een kookopleiding volgde. Sinds 2010 gebruikt hij de naam Graham Elliot om verwarringen te voorkomen. Hij is getrouwd en heeft twee kinderen.

## Banen
Zijn eerste baan was bij 5-sterrenchef Dean Farring in de Rosewood Mansion on Turtle Creek in Dallas, Zijn volgende baan was bij The Jackson House Inn & Restaurant in Woodstock, Vermont. Hij werd in 2004 door het Amerikaanse tijdschrift Food & Wine uitgeroepen tot een van de top-10 nieuwe chefs. Daarna verhuisde hij naar Chicago. Toen hij daar bij Avenues in The Peninsula hotel werkte, werd hij onderscheiden met vier zilveren sterren (5 sterren is de top). Hij is de jongste chef die ooit vier zilveren sterren in de Verenigde Staten haalde.

## Restaurants
In 2008 opende hij de Graham Elliot Bistro in Chicago. Daar heeft hij inmiddels twee Michelinsterren gekregen. Alinea is het enige restaurant in Chicago met drie Michelinsterren.

In 2010 opende hij weer een restaurant, Grahamwich, ook in Chicago.

## Jurylid
Toen de Amerikaanse televisieserie MasterChef in juli 2010 begon, werd hij daar jurylid samen met Gordon Ramsay en Joe Bastianich.

In 2013 werd hij ook jurylid bij MasterChef Junior.

## Gewicht
Toen Graham Elliot in 2013 meer dan 200 kg woog, liet hij zich in het medisch centrum van de Chicago Universiteit opereren. Na het inbrengen van een gastric bypass verloor hij bijna 70 kg. Hij bleef herkenbaar omdat hij een opvallende bril met wit montuur droeg.

## Trivia
In de Verenigde Staten is 5 sterren de top, net als bij Michelin drie sterren de top is.